# Goldbinden-Ziersalmler
Der Goldbinden-Ziersalmler (Nannostomus harrisoni) gehört zur Familie der Schlanksalmler (Lebiasinidae) und kommt im Stromgebiet des Demerara River in Guyana vor. Er ist die einzige Art der Untergattung Poecilibrycon in der Gattung Nannostomus.

## Merkmale
Der Goldbinden-Ziersalmler hat einen langgestreckten, torpedoförmigen Körper und wird nach verschiedenen Angaben 4,5 bis 6 Zentimeter lang. Sein Körper ist 5,4 mal so lang wie hoch. Die Oberseite ist bräunlich, darunter befindet sich eine goldene Längsbinde, darunter eine schwarze Längsbinde. Beide reichen von der Schnauzenspitze bis zur Schwanzflossenbasis. Dort befindet sich ober- und unterhalb der Binden jeweils ein roter Fleck. Die Bauchseite ist silbrigweiß. Eine Fettflosse ist vorhanden. Das Männchen hat eine kräftiger gefärbte Afterflosse.
Goldbinden-Ziersalmler legen 30 bis 50 Eier an der Unterseite von Wasserpflanzenblättern (z. B. von Hygrophila). Die Jungfische schlüpfen nach 24 Stunden und schwimmen nach fünf Tagen frei.
Flossenformel: Dorsale 2/8, Anale 1/10–11, Ventrale 2/7